# 克勞福德斯維爾 (阿肯色州)
克勞福德斯維爾（英語：Crawfordsville）是一個位於美國阿肯色州克里坦登縣的市鎮。

## 地理
克勞福德斯維爾的座標為35°13′33″N 90°19′35″W / 35.22583°N 90.32639°W，而該地的平均海拔高度為67米（即220英尺）。

## 人口
根據2020年美國人口普查的數據，克勞福德斯維爾的面積為1.45平方千米，皆為陸地。當地共有人口462人，而人口密度為每平方千米318人。